# Comarna
Comarna – wieś w Rumunii, w okręgu Jassy, w gminie Comarna. W 2011 roku liczyła 2414 mieszkańców.